# 知恩寺
百萬遍知恩寺（ひゃくまんべんちおんじ）は、京都市左京区田中門前町にある浄土宗の大本山の寺院。かつては知恩寺と呼ばれていたが、現在、宗教法人としての名称を百萬遍知恩寺としている。山号は長徳山。本尊は釈迦如来。京都における浄土宗四ヶ本山のひとつであり、法然上人二十五霊跡第22番札所。「百万遍」は付近の交差点名及び通称地名にもなっている。念仏を称えながら大念珠を繰る「百萬遍大念珠繰り」が有名。

## 歴史
もとは皇円阿闍梨の住房比叡山功徳院の里坊で、平安時代前期に円仁が創建したものと伝えられる。賀茂社（賀茂御祖神社）との関わりが深く、神宮寺として、御所の北、今出川（京都市上京区、現・相国寺付近）にあった。その所在地から、賀茂の河原屋・賀茂の禅坊・賀茂の釈迦堂と呼ばれた。円仁作とされる釈迦如来像を安置したことから今出川釈迦堂、などとも称された。
法然は度々この地を訪れていたが、法然が賀茂の河原屋に一時住んだのは賀茂の神職から招かれたためといわれる。法然入滅後、弟子の勢観房源智は賀茂の河原屋をついで功徳院神宮堂と改め、法然の御影を安置して法然を勧請開山第一世とした。
源智はここを念仏の道場とし、源智の門流である紫野門徒の拠点として伽藍を整備し、如空のとき功徳院知恩寺と称した。
建治2年（1276年）、鎮西義の弁長の弟子良忠が鎌倉からやってくると、間もなくして紫野門徒の知恩寺3世信慧は東山の赤築地（あかつじ）において良忠と談義を行った。そこで両流を校合してみたところ、相違するところが全くなく符合したので、以後源智の門流は別流を立てずに鎮西義に合流することとなった（「赤築地の談」）。
これにより、紫野門徒の拠点であった知恩寺と良忠の知恩院は鎮西義の京都での有力な拠点となった。
元弘元年（1331年）第8世善阿空円のとき、京都に疫病が蔓延し、後醍醐天皇の勅により空円が念仏百万遍を行い疫病を収めたことから「百万遍」の号が下賜され、弘法大師（空海）筆の「大利剣名号」の軸と五百四十顆の大きな念珠も下賜されている。こうして皇室の篤い帰依を受け、国家安穏を祈願する祈願所となった。弘和2年：永徳2年（1382年）相国寺が建立される際に一条小川に移された（京都市上京区油小路通一条上るに元百万遍町の町名が残る）。
応仁元年（1467年）の応仁の乱で焼失したが、文明11年（1479年）に本堂が再建された。しかし、永正5年（1508年）に大内義興と三好之長の合戦で焼失してしまう。永正16年（1519年）に室町幕府により再建され、翌永正17年（1520年）、細川高国に捕らえられた三好之長が当寺で自刃させられている。
大永3年（1523年）、知恩寺25世慶秀と知恩院25世存牛との間で本寺争いとなったが知恩寺は敗れ、第一の座次を知恩院に譲ることとなった。
天文5年（1536年）、天文法華の乱で焼失する。文禄元年（1592年）には豊臣秀吉の寺地替えにより土御門（寺町通り荒神口上る、現・梨木神社の近く）に移された。江戸時代の寛文元年（1661年）に火事で焼失するが、寛文2年（1662年）第39世光譽萬霊上人によって現在地に移転し、2年後の寛文4年（1664年）に本堂の釈迦堂が建てられ再興された。
宝暦6年（1756年）には48世震譽知巖が御影堂を一回り大きくし、総欅造りとして再築した。
なお、当寺は浄土宗の寺院であるが本堂は釈迦堂で本尊は釈迦如来であり、これまで阿弥陀堂はなかった。しかし、文化8年（1811年）になって初めて阿弥陀堂が建立された。
明治時代の神仏分離によって当寺は賀茂御祖神社の神宮寺の立場を離れた。
1995年（平成7年）に主要な建物が京都府指定有形文化財に指定され、2017年（平成29年）にはそれらの建造物9棟（御影堂・釈迦堂・阿弥陀堂・御廟・勢至堂・鎮守堂・鐘楼・惣門・西門）が国の重要文化財に指定された。
百萬遍知恩寺はもともとは正式名を知恩寺といっていたが、同じ浄土宗の知恩院や三時知恩寺と間違われることがしばしばあった。そのため、長らく通称として百萬遍知恩寺と呼んでいたのであるが、2019年（令和元年）8月7日に法人の名称変更を京都府によって認められ、「百萬遍知恩寺」が正式な法人名となった。
境内や本堂・庫裡はしばしばフリーマーケットの会場として貸し出されており、特に京都古書研究会主催で開かれる「秋の古本まつり」（期間は概ね10月末から11月３日頃まで）の会場となっていることで知られている。

## 境内
南門から参道を入って正面に御影堂、手前左手に阿弥陀堂、右手に釈迦堂があり、左右には塔頭寺院が並ぶ。
- 釈迦堂（重要文化財） - 寛文4年（1664年）再建。当寺の本堂。本尊は慈覚大師円仁の作と伝わる丈六の釈迦如来坐像である。
- 猫間塚 - 猫間中納言藤原清隆の墓。
- 阿弥陀経石 - 正徳4年（1714年）建立。
- 勢至堂（重要文化財） - 寛文14年（1731年）再建。
- 御影堂（重要文化財） - 宝暦6年（1756年）再建。知恩院の御影堂は当寺の御影堂を拡大して建立されたものである。
- 納骨堂
- 阿弥陀堂（重要文化財） - 天保3年（1832年）再建。来迎壁には土佐光孚による文殊菩薩像が描かれる。浄土宗の寺院であるが初めて阿弥陀堂が建立された年は文化8年（1811年）と遅めである。
- 鐘楼堂（重要文化財） - 元禄16年（1703年）再建。梵鐘は珍しい朝鮮様式のもの。
- 西門（重要文化財） - 正徳元年（1711年）再建。かつてはこちらが百萬遍知恩寺の正門であり、楼門様式で建てられていた。
- 加茂明神鎮守堂（重要文化財） - 寛文2年（1662年）再建。賀茂社の神宮寺であったという名残で、今でも賀茂明神の本地仏である、虚空蔵菩薩、如意輪観音、荼枳尼天を祀っている。
- 百万弁財天
- 宝物館
- 本坊
  - 庫裏
  - 小方丈
  - 大方丈
  - 大方丈庭園 - 枯山水庭園。
- 雨香亭
- 御廟 - 享保16年（1731年）建立。法然上人と源智上人の墓を祀る。両側には歴代住持の墓が並ぶ。
  - 無縫塔2基（重要文化財）
  - 石橋（重要文化財）
  - 十一重石塔（重要文化財）
  - 十三重石塔（重要文化財）
  - 廟門（念字門、重要文化財） - 鳥居のようでもある門。
- 朝山日乗の墓
- 土佐光起の墓
- 蒲生氏郷の正室で織田信長の次女相応院の墓
- 竹中重定の墓
- 日野輝子（後陽成天皇後宮）の墓
- 香久宮（後西天皇第八皇女）の墓
- 満宮（放光院宮・後西天皇第十二皇女）の墓
- 涼月院（後西天皇第十六皇女）の墓
- 龍見院 - 塔頭。鳥居元忠の墓がある。
- 洛和デイセンター百万遍
- 瑞林院 - 塔頭。
- 如意寺 - 塔頭。
- 了蓮寺 - 塔頭。
- 養源院 - 塔頭。
- 百万遍保育園
- 手水所（重要文化財）
- 総門（重要文化財） - 寛文2年（1662年）再建。

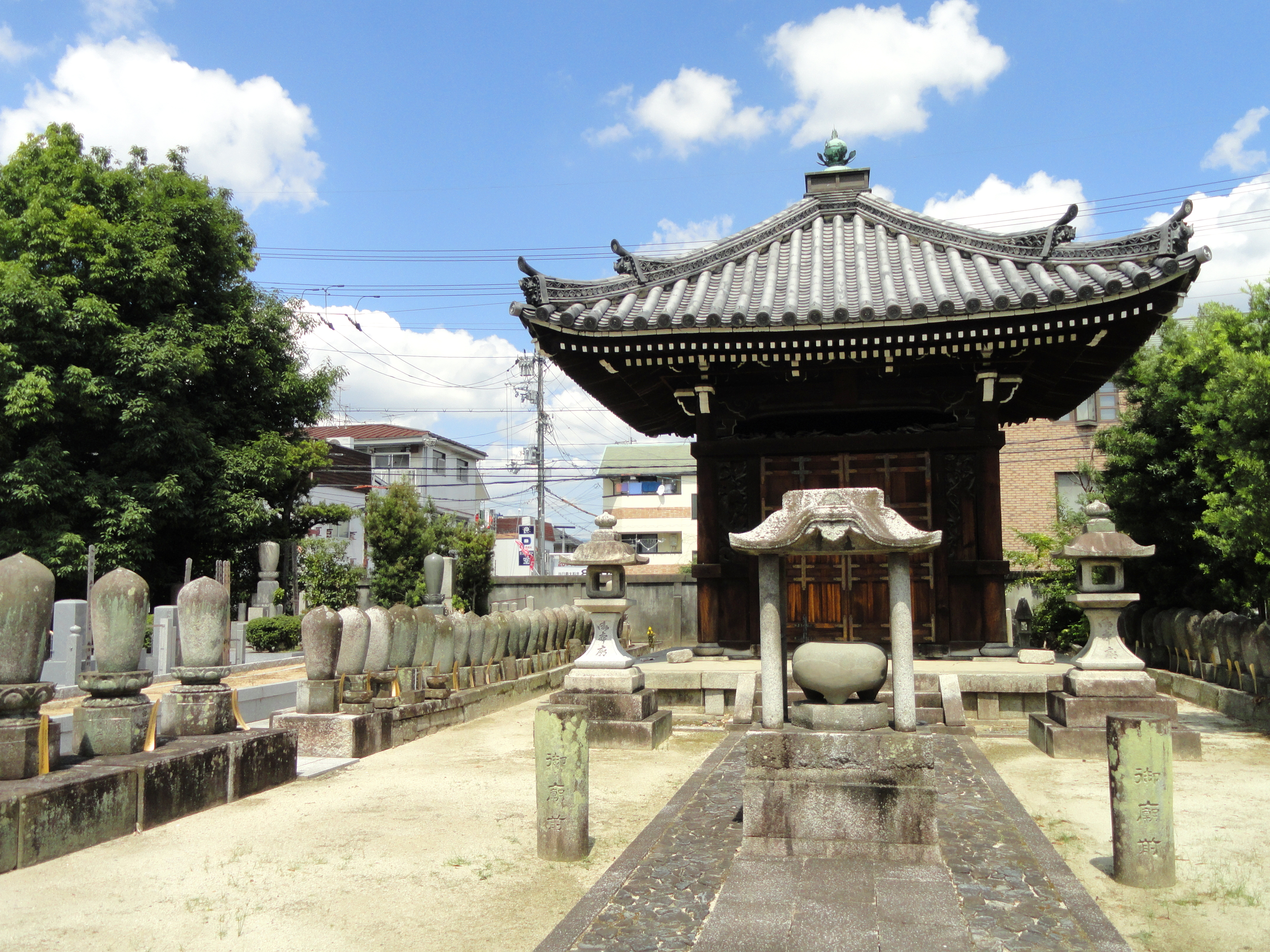
御廟（重要文化財）
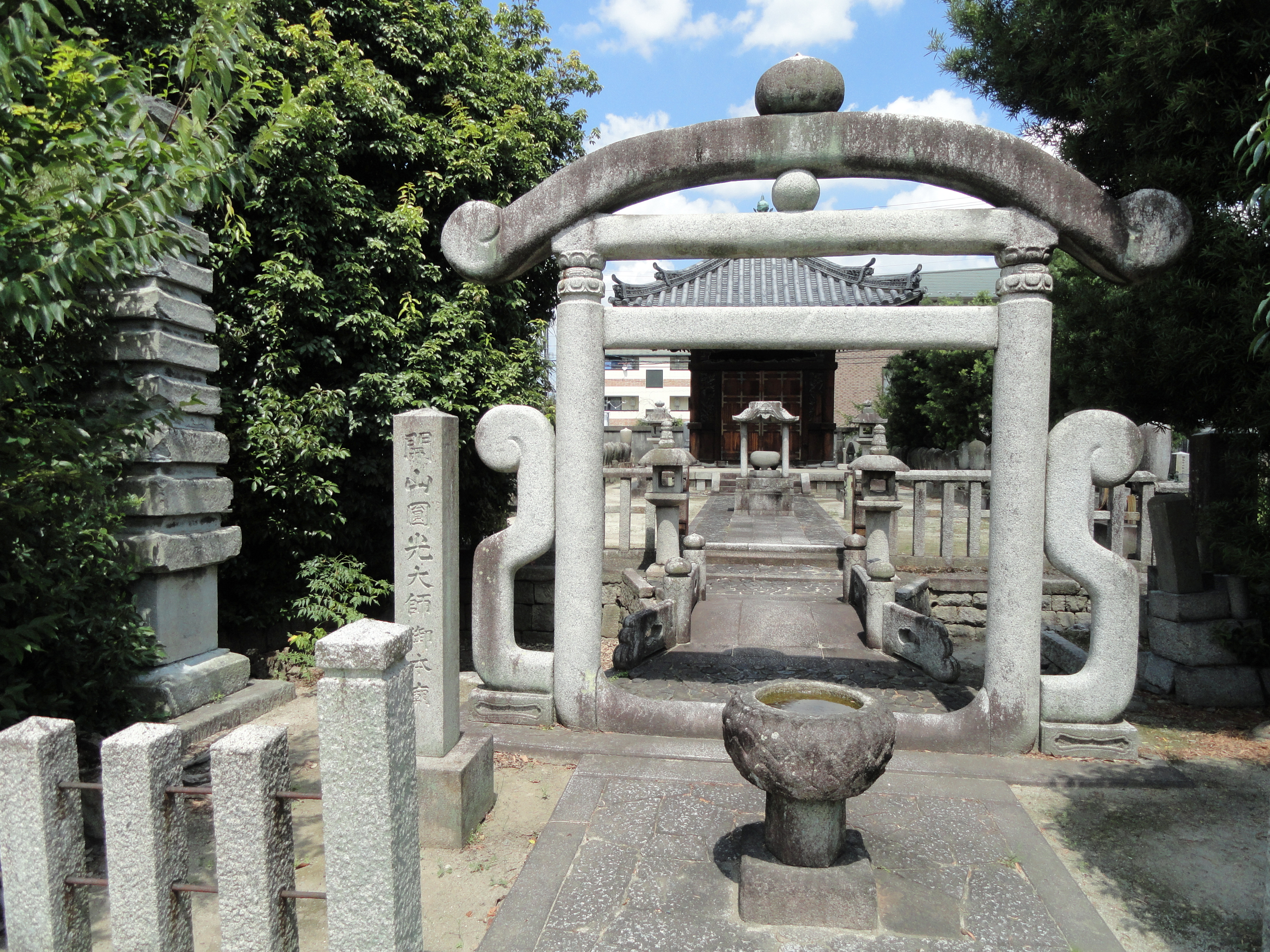
廟門、石橋、十一重塔（重要文化財「御廟」の附指定）
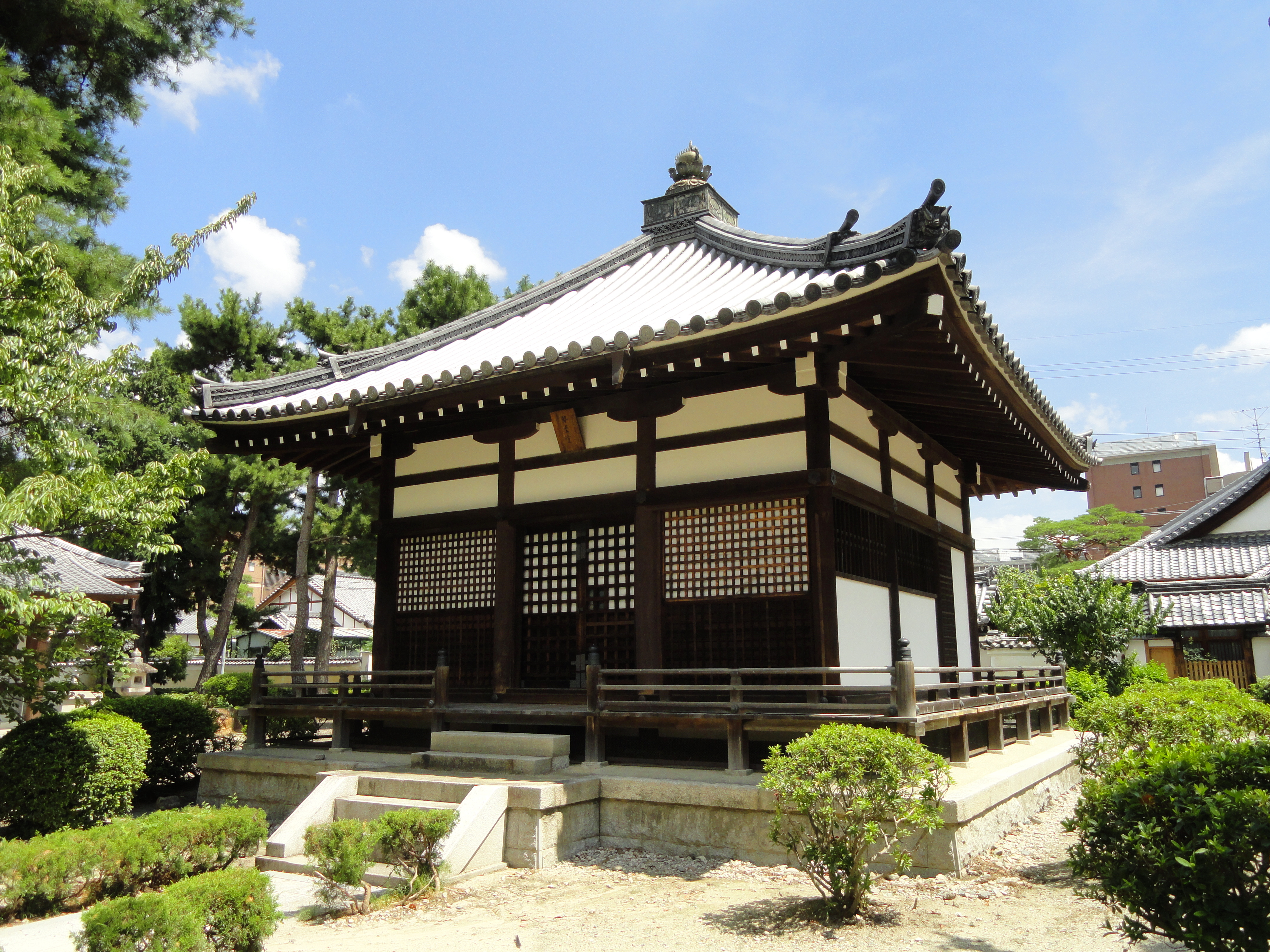
勢至堂（重要文化財）
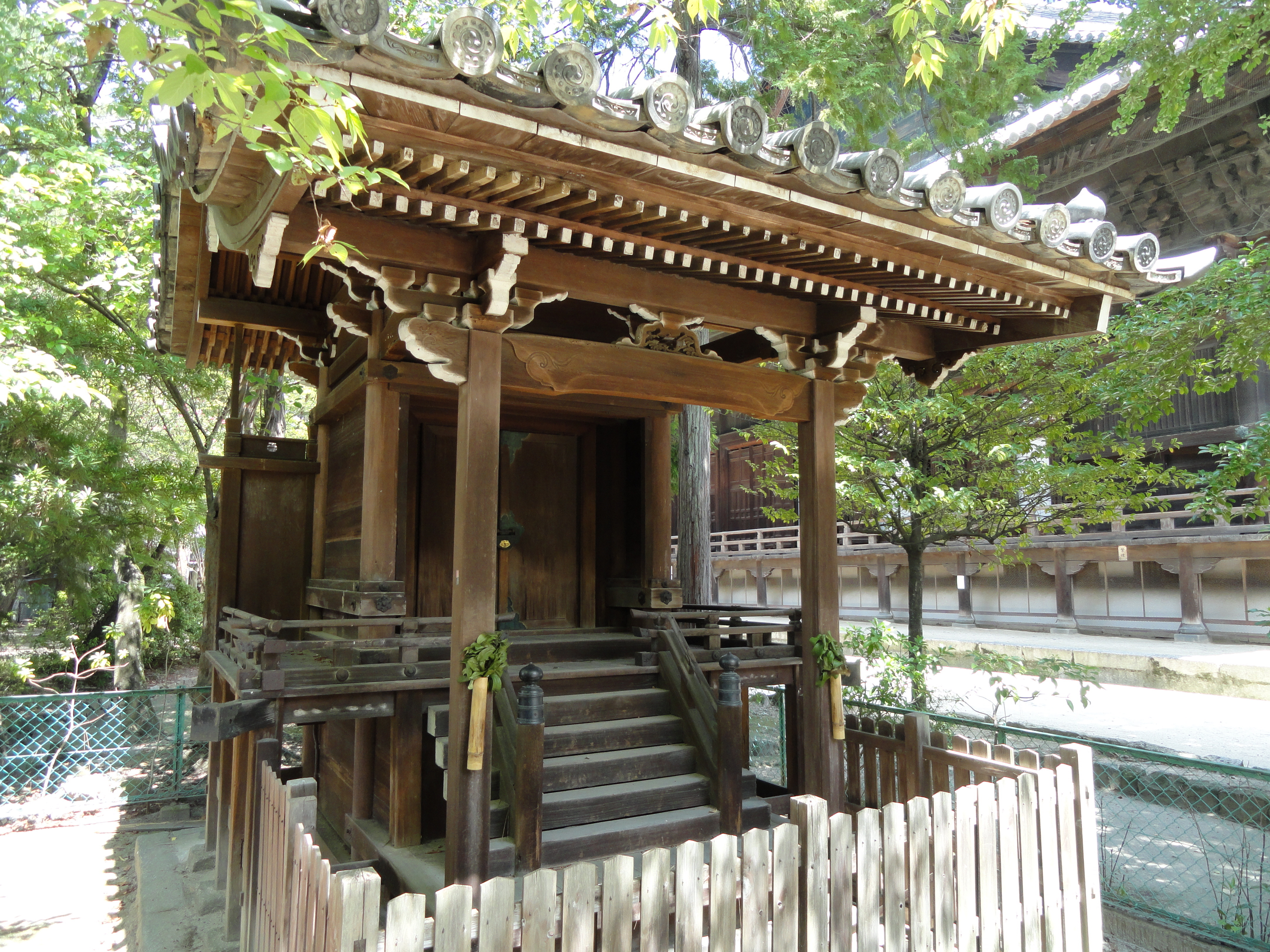
鎮守堂（重要文化財）
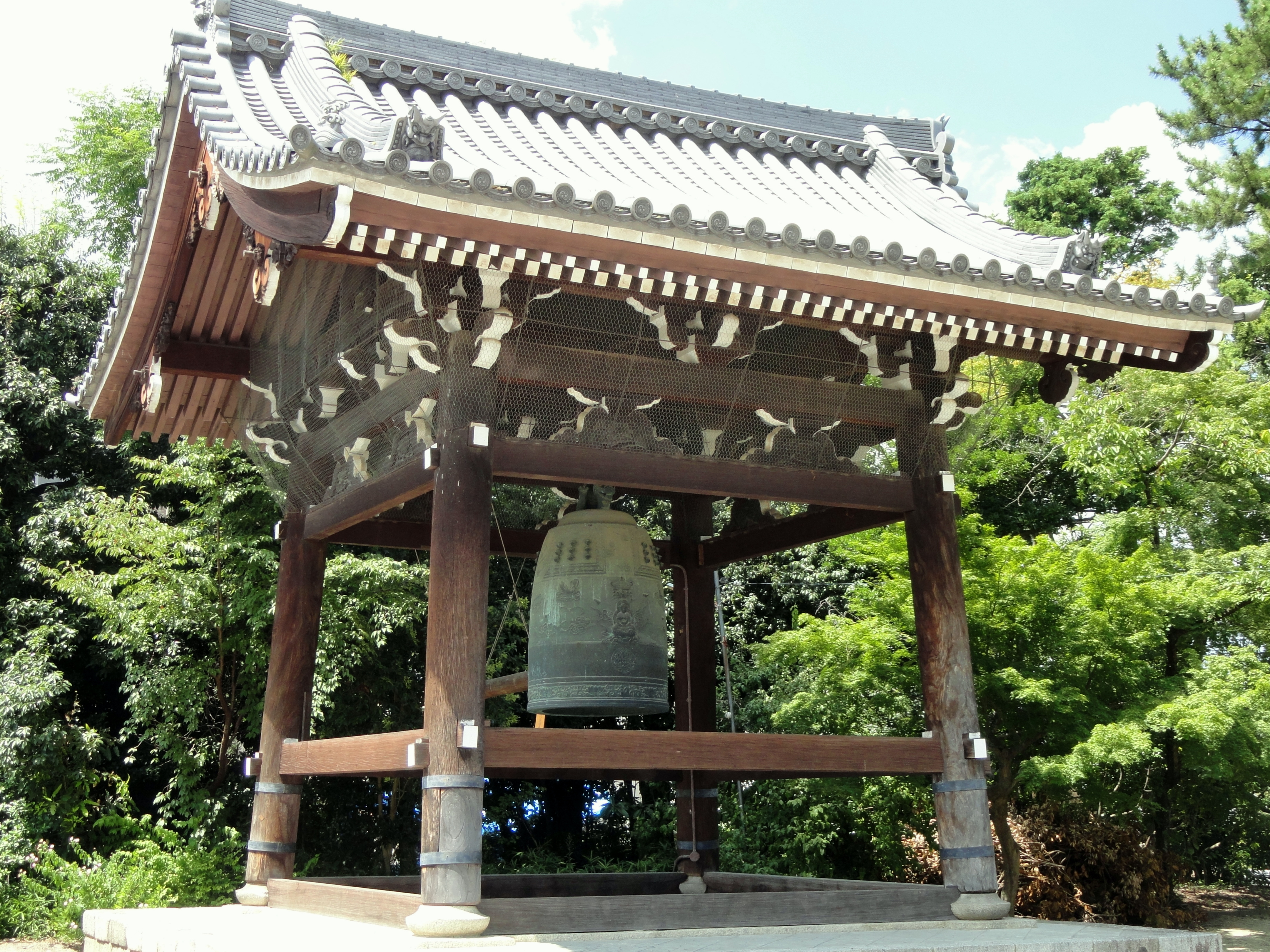
鐘楼（重要文化財）
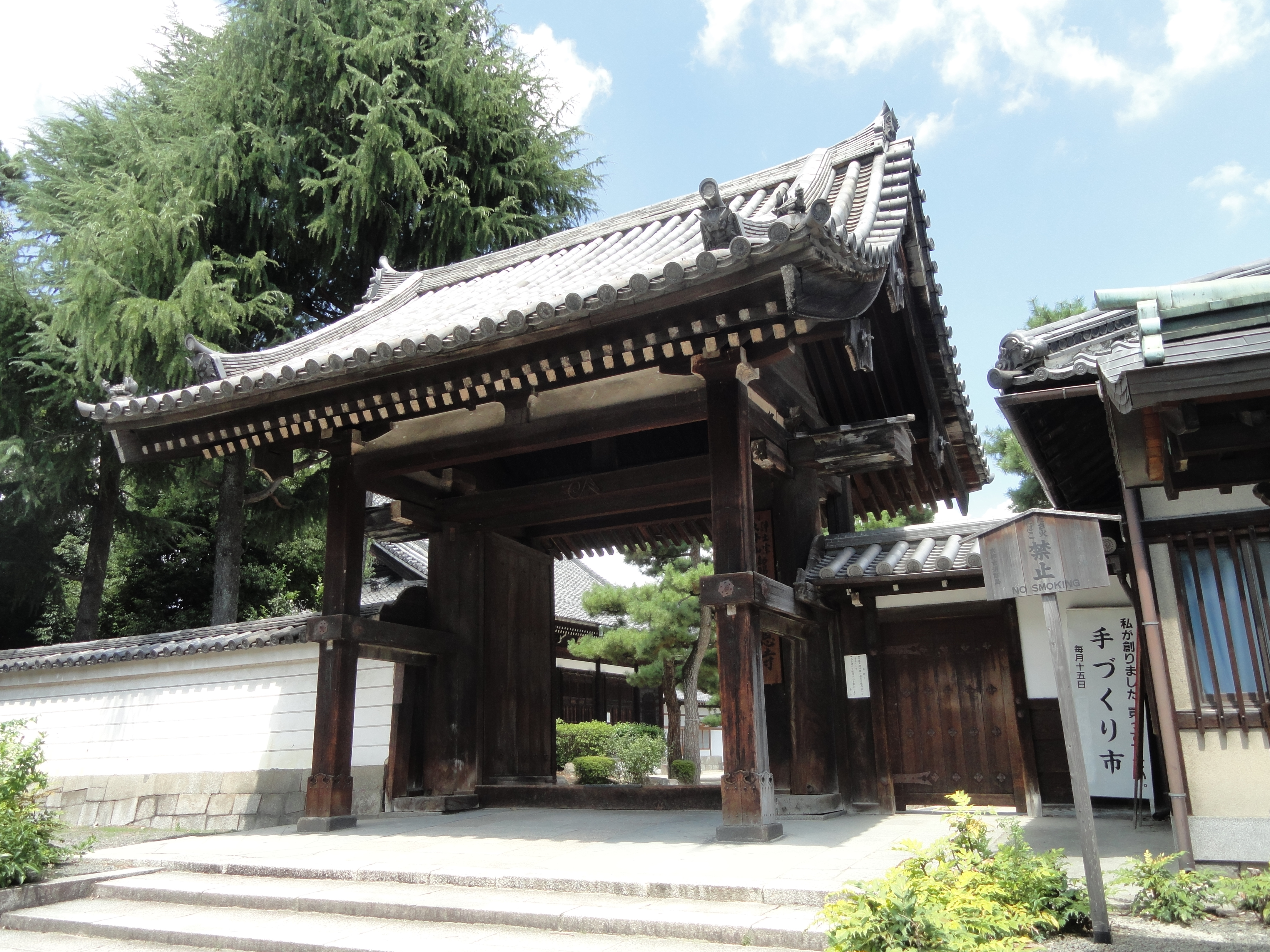
総門（重要文化財）
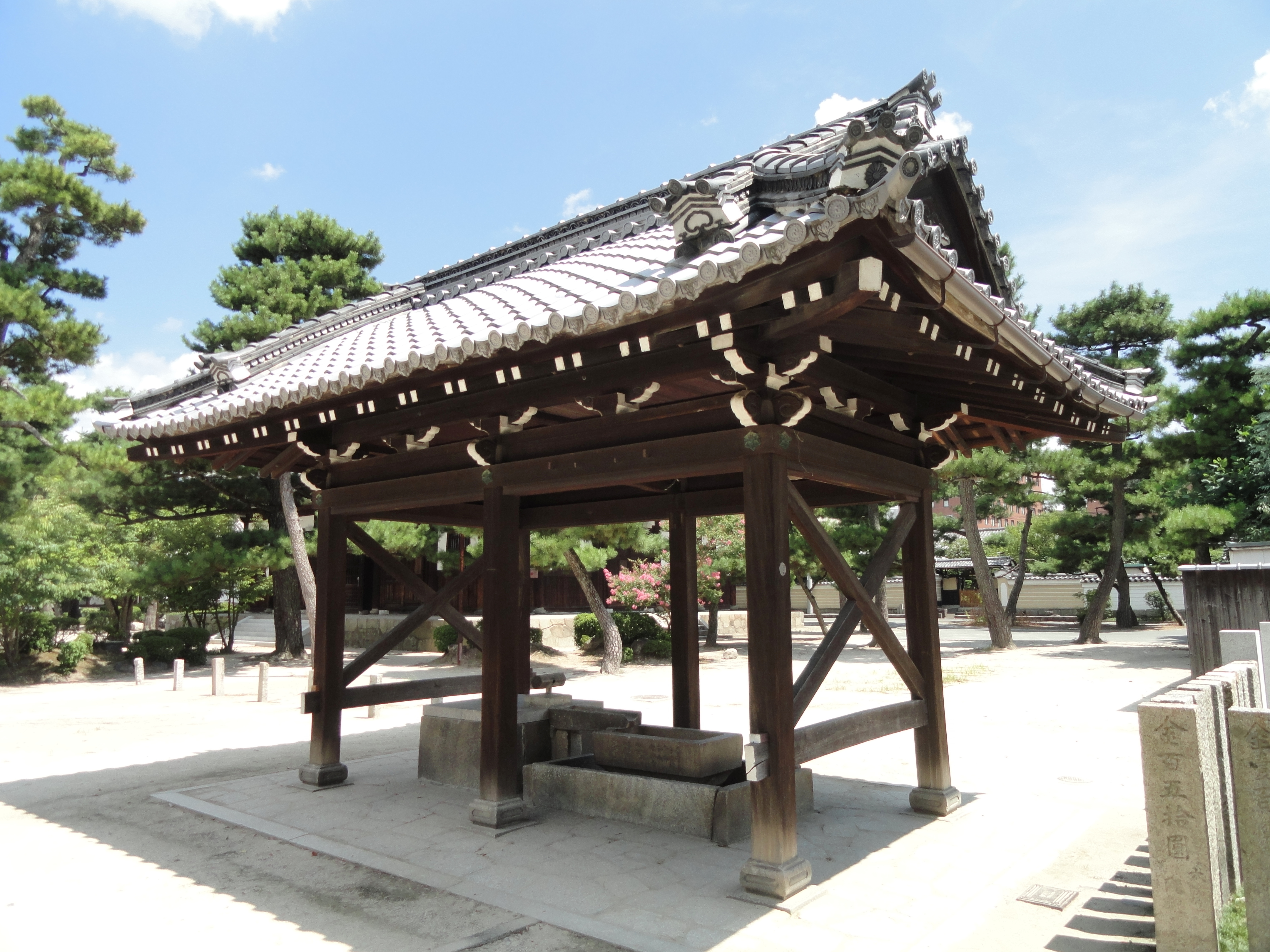
手水所（重要文化財の附指定）

## 文化財

### 重要文化財
- 知恩寺9棟 - 2017年（平成29年）2月23日指定[5]
  - 御影堂（附：厨子）
  - 釈迦堂（附：棟札3枚）
  - 阿弥陀堂（附：棟札1枚）
  - 御廟（附：廟門（石造）、十一重塔（石造）、十三重塔（石造）、石橋、無縫塔2基（石造））
  - 勢至堂（附：厨子、棟札2枚）
  - 鎮守堂
  - 鐘楼（附：棟札2枚）
  - 総門
  - 西門
  - （附：手水所）
- 絹本著色蝦蟇鉄拐図（がまてっかいず）[1]
- 絹本著色善導大師像[1]
- 絹本著色十体阿弥陀像[1]
- 絹本著色仏涅槃図
- 絹本著色浄土曼荼羅図[6]

### その他
- 法然上人坐像 - 大永3年（1523年）作。御影堂の本尊で、像内部には「法然上人御骨」と源智によって書かれた包紙に法然の遺骨と遺髪が納められている。
- 御影堂所在の木造阿弥陀如来立像は、作風・技法等から快慶作と推定されるとの発表が2007年（平成19年）にあった[7]。

## 行事
- 4月23日 - 25日 法然上人御忌大会（ぎょきだいえ）3年に一度、二十五菩薩練供養が行われる
- 10月末 - 11月3日 古書法要（古書まつり）
- 毎月15日（8月のみ25日）大念珠繰り法要

## 前後の札所
法然上人二十五霊跡
21 勝林院　-　22 百万遍知恩寺　-　23 清浄華院

## 所在地
〒606-8225 京都府京都市左京区田中門前町103

## 周辺
- 京都大学吉田キャンパス
- 百万遍交差点 - 交差点の名称はこの寺院に由来する。
- 京阪出町柳駅
- 森下正明研究記念館

## 参考
- 「法然上人行状画図翼賛」
- 「雍州府志」